# Cambessedesia hilariana
Cambessedesia hilariana là một loài thực vật có hoa trong họ Mua. Loài này được (Kunth) DC. mô tả khoa học đầu tiên năm 1828.